# Stanisław Fenrych
Stanisław Fenrych (ur. 14 grudnia 1883 w Poniatowie, zm. 27 października 1955 w Kościanie) – polski przedsiębiorca, założyciel przedsiębiorstwa Pudliszki.

## Życiorys
Urodzony 14 grudnia 1883 r. w Poniatowie jako syn Władysława i Heleny z domu Feldmann. Miał piątkę rodzeństwa: Tadeusza (1882) Marię (1885), Kazimierę (1887), Władysława (1891) oraz Zofię (1901). Jako dziecko przeniósł się z rodziną do Wielkopolski, gdzie ojciec wydzierżawił majątek pod Gnieznem, w Braciszewie. Absolwent szkoły elementarnej w Gnieźnie i szkoły rolnej w Szamotułach. W 1908 r. rozpoczął studia na wydziale Rolnictwa i Ogrodnictwa Uniwersytetu w Berlinie, ale przerwał je po śmierci ojca i przejął po nim obowiązki zarządcy majątku. Po kilku latach wydzierżawił inny majątek koło Góry Śląskiej i zarządzał nim do 1917 r., kiedy został pracownikiem Urzędu Ziemskiego w Poznaniu. Powodem rezygnacji z zarządzania majątkiem były brak pracowników wynikający z poboru do armii oraz rekwizycje zbiorów na rzecz armii.
W 1919 r. razem ze szwagrem Zygmuntem Mikulskim i bratem Tadeuszem odkupił od Urzędu Ziemskiego podupadający i wyeksploatowany majątek Pudliszki o powierzchni 1600 ha lub 1900 ha, obejmujący oprócz Pudliszek także wsie Kokoszki, Karzec, Ziemlin, Kuczynę i Kuczynkę, w tym tartak, cegielnię, gorzelnię i mleczarnię. W majątku prowadzono głównie hodowlę trzody chlewnej, bydła, owiec i koni. Majątek należał przed wojną do Hermana Kennemanna, ale po powstaniu wielkopolskim jego spadkobiercy zdecydowali się wyemigrować do Niemiec, czego warunkiem była sprzedaż majątku na rzecz Urzędu Ziemskiego. Zgodnie z umową sam Fenrych stał się właścicielem gruntów w Pudliszkach, Kokoszkach i Karcu, ale po wybraniu jego brata burmistrzem Krotoszyna w latach 1930. wziął od niego w dzierżawę także Ziemlin.
Już w tym samym roku Fenrych zaczął produkcję marmolady i powideł oraz uruchomił gorzelnię, tartak i cegielnię. W następnych latach w majątku zakładał sady owocowe oraz plantacje truskawek, malin, agrestu, porzeczek, groszku, szparagów, fasoli szparagowej i marchwi. W ciągu następnych lat doprowadził majątek do rozwoju, wprowadzając innowacyjne rozwiązania, m.in. zaczął wynajmować obory z wyżywieniem i opieką weterynaryjną dla krów okolicznych gospodarzy w zamian za zakup ich mleka, co pozwoliło mu na pozyskiwanie wysokogatunkowego surowca o kontrolowanej jakości, z którego produkowano sery twarogowe sprzedawane w wielu regionach kraju, krówki eksportowane do Francji i Czech oraz masło w puszkach eksportowane do USA.
W 1923 r. poznał Teresę Boszulak, która była córką właściciela pobliskiego gospodarstwa nasiennego, a później księgową w majątku Fenrycha i w grudniu tego samego roku ożenił się z nią. W tym samym roku założył fabrykę przetwórstwa produktów rolnych, pakowanych następnie w puszki, oraz nową mleczarnię i fermę kur. Działalność Fenrycha w zakresie sprzedaży konserwowych warzyw była prowadzona w oparciu o technologię szeroko stosowaną w USA od pierwszej połowy XIX w., jednak na ziemiach polskich pojawiła się ona dopiero na początku XX w. i nie była popularna. Na zamówienie armii francuskiej Fenrych uruchomił suszarnię owoców, a tuż przed II wojną światową planował budowę huty szkła opakowaniowego.
Jego zakład rozwijał się w tym okresie dynamicznie, a wysoka jakość produktów pozwalała sprzedawać je po wyższej cenie niż produkty konkurencyjne, dzięki czemu wzrastała jej opłacalność, co pozwalało na ekspansję rynkową, w tym również zagraniczną. Zakład rozwijał się także technologicznie, wprowadzając m.in. częściową mechanizację pakowania. Na stanowisku doradców pracowali od 1925 r. w Pudliszkach prof. Tadeusz Chrząszcz oraz późniejszy rektor Akademii Rolniczej w Poznaniu Józef Janicki. Rozwój przedsiębiorstwa i okolicznych gospodarstw spowodowały konieczność ściągania pracowników sezonowych z innych regionów Polski, dla których powstało szerokie zaplecze socjalne.
Chcąc zwiększyć produkcję przecieru pomidorowego, Fenrych wysłał współpracowników w poszukiwaniu nasion odpowiednich odmian pomidorów m.in. do Wielkiej Brytanii, skąd przywieźli oni przepis na nieznany wówczas w Polsce keczup. W 1927 r. Fenrych zaczął produkować i sprzedawać keczup jako pierwszy w Polsce, a produkt szybko zdobył sobie popularność i od 1928 r. był produkowany na skalę przemysłową. Oprócz keczupu zakłady produkowały także podwójnie zagęszczony przecier i soki w butelkach, a wysoka sprzedaż skłoniła Fenrycha do zwiększenia areału pomidora (w tym odmiany immuna pudliszkowskiego) kosztem m.in. buraka cukrowego. W 1929 r. Fenrych gościł prezydenta Ignacego Mościckiego, który stawiał gospodarstwo w Pudliszkach za wzór.
W swoich zakładach zapewnił pracownikom mieszkania służbowe, do których doprowadzono energię elektryczną, hotel dla pracowników sezonowych, punkt opieki nad dziećmi, gabinet lekarski, ochotniczą straż pożarną i dowozy pracownicze, a jego żona zorganizowała bibliotekę wiejską. W Pudliszkach gościł Jerzy Kossak, który malował tamtejsze konie, prymas August Hlond i poseł Stanisław Mikołajczyk.
W 1939 r. w Pudliszkach działali niemieccy sabotażyści. Po agresji niemieckiej na Polskę Fenrych z żoną odmówili podpisania volkslisty, ale dzięki interwencji niemieckich pracowników uniknęli śmierci i zostali wysiedleni w grudniu do Tarnowa, gdzie Fenrych otrzymał posadę zarządcy tartaku odebranego Żydowi uwięzionemu w getcie. Z Tarnowa Fenrych wysyłał paczki dla brata uwięzionego w Buchenwaldzie za udział w powstaniu wielkopolskim oraz do wielu innych osób, a na miejscu wydawał fałszywe zaświadczenia o zatrudnieniu w tartaku, które chroniły przed wywózką do Niemiec.
Po zakończeniu wojny władze odmówiły im zwrotu przedsiębiorstwa i domu, odmawiając nawet wstępu do powiatu gostyńskiego. Zakłady i pałac w Pudliszkach upaństwowiono w ramach reformy rolnej, a Fenrychowie po krótkim okresie pobytu w Rawiczu osiedli w Lesznie. Pomimo nacjonalizacji majątku otrzymał od Władysława Gomułki propozycję organizacji przemysłu owocowo-warzywnego na Ziemiach Odzyskanych, ale odmówił. Wkrótce potem Fenrych otworzył w Lesznie sklep nasienny, jednak podupadł na zdrowiu i znalazł się na utrzymaniu żony, która wróciła do pracy księgowej, a w sklepie zatrudniła sprzedawcę. Zmarł 27 października 1955 w sanatorium w Kościanie i został pochowany w Lesznie.
W 2001 roku staraniem HJ Heinz, ówczesnego właściciela Pudliszek, szczątki Fenrycha i jego żony przeniesiono na cmentarz w Pudliszkach, a w 2012 r. jego imieniem nazwano gimnazjum w Pudliszkach.

## Odznaczenia
- Złoty Krzyż Zasługi (1937 r.)[1]